# Huishoudtrap

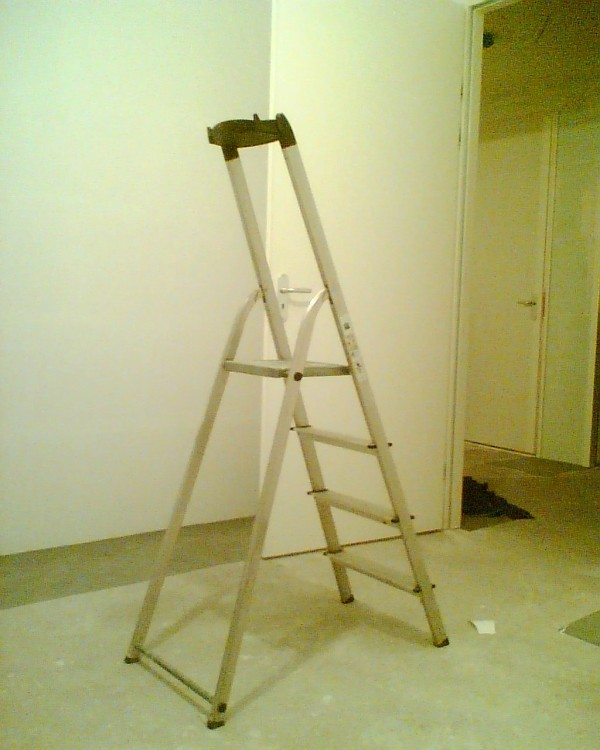
Een huishoudtrap in gebruiksklare toestand

De huishoudtrap, ook wel keukentrap of trapleertje genoemd, is een verplaatsbare en opklapbare trap die bedoeld is om in en om het huis plaatsen te kunnen bereiken die vanaf de grond niet bereikt kunnen worden.
Keukentrappen werden oorspronkelijk meestal van hout gemaakt. Tegenwoordig worden ze soms gemaakt van staal in combinatie met houten treden, maar nog veel vaker van aluminium als lichtgewicht uitvoering.
De meeste huishoudtrappen hebben twee tot vijf treden en aan de bovenkant een beugel waaraan men zich vast kan houden of waartegen men kan steunen. Deze beugel kan voorzien zijn van een haak om een emmer of iets dergelijks aan te hangen. Vaak is de bovenste trede een wat ruimer plateau dat volledig ondersteuning geeft aan de voeten, of waarop men een gebruiksvoorwerp (emmer, gereedschap) kan neerleggen.